# Burmannia cryptopetala
Burmannia cryptopetala là một loài thực vật có hoa trong họ Burmanniaceae. Loài này được Makino mô tả khoa học đầu tiên năm 1913.